# Museo archeologico di Monasterace

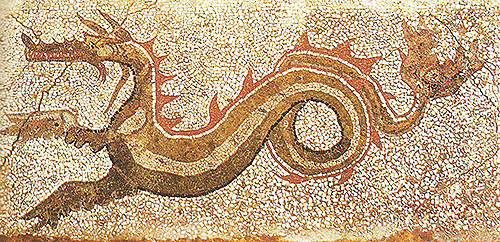
Mosaico del Drakon

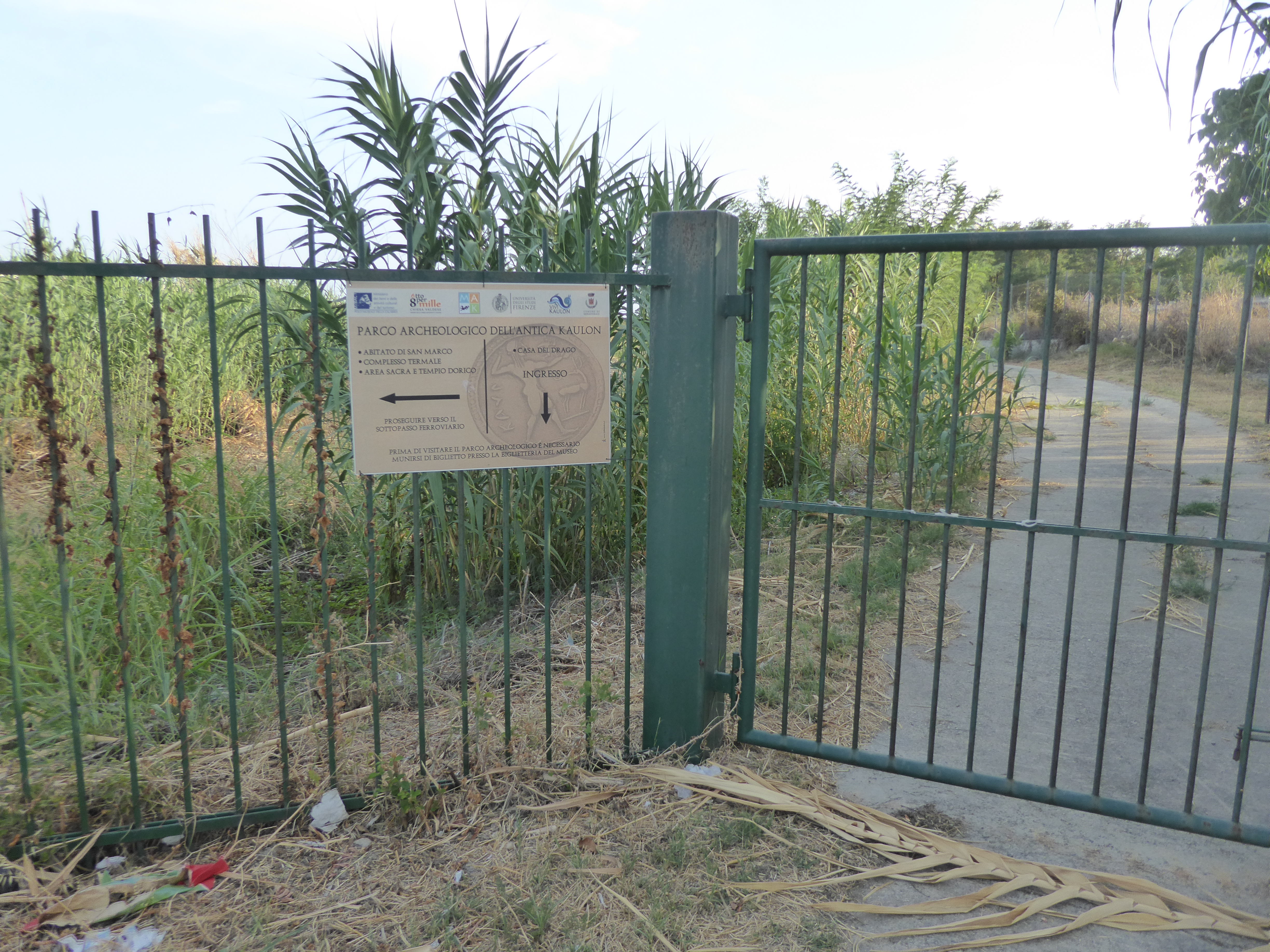
Parco archeologico dell'antica Kaulon (2018)

Il museo archeologico di Monasterace o Museo archeologico dell'Antica Kaulon o MAK è il museo sorto intorno al parco archeologico "Paolo Orsi", il quale conserva i resti dell'antica città magnogreca di Kaulon.
Dal dicembre 2014 il Ministero per i beni e le attività culturali lo gestisce tramite il Polo museale della Calabria, nel dicembre 2019 divenuto Direzione regionale Musei.

## Le sale
È composto da 7 sale. La prima mostra reperti della fondazione della città di Kaulon tra cui 3 corredi tombali, una incinerazione di località Bavolungi di Stilo e un corredo tombale di località Franchi di Stilo. Sono presenti anche dei khantaroi di tipo Itaca, materiale dell'Eubea ed acheo.
La seconda espone i corredi della necropoli dell'area di nord-ovest di Kaulon al di fuori delle mura con reperti risalenti tra il VI ed il IV secolo A.C. tra cui di attività produttive.
Nella terza sala c'è il materiale trovato nel santuario di Punta Stilo, tra cui anche la Tabula Cauloniensis in bronzo, il più lungo testo scritto acheo in Italia risalente al V secolo A.C.
Nella quarta sala è allestita la ricostruzione del recinto e delle terme ellenistiche di "Casamatta".
La quinta sala mostra i reperti dei resti delle case dell'area San Marco e il mosaico del Drago.
La sesta sala è dedicata alla ricostruzione di una casa di Kaulon ed infine nella settima c'è la ricostruzione del santuario di Passoliera nonché rocchi di colonne frutto di rinvenimenti subacquei.

## Galleria d'immagini

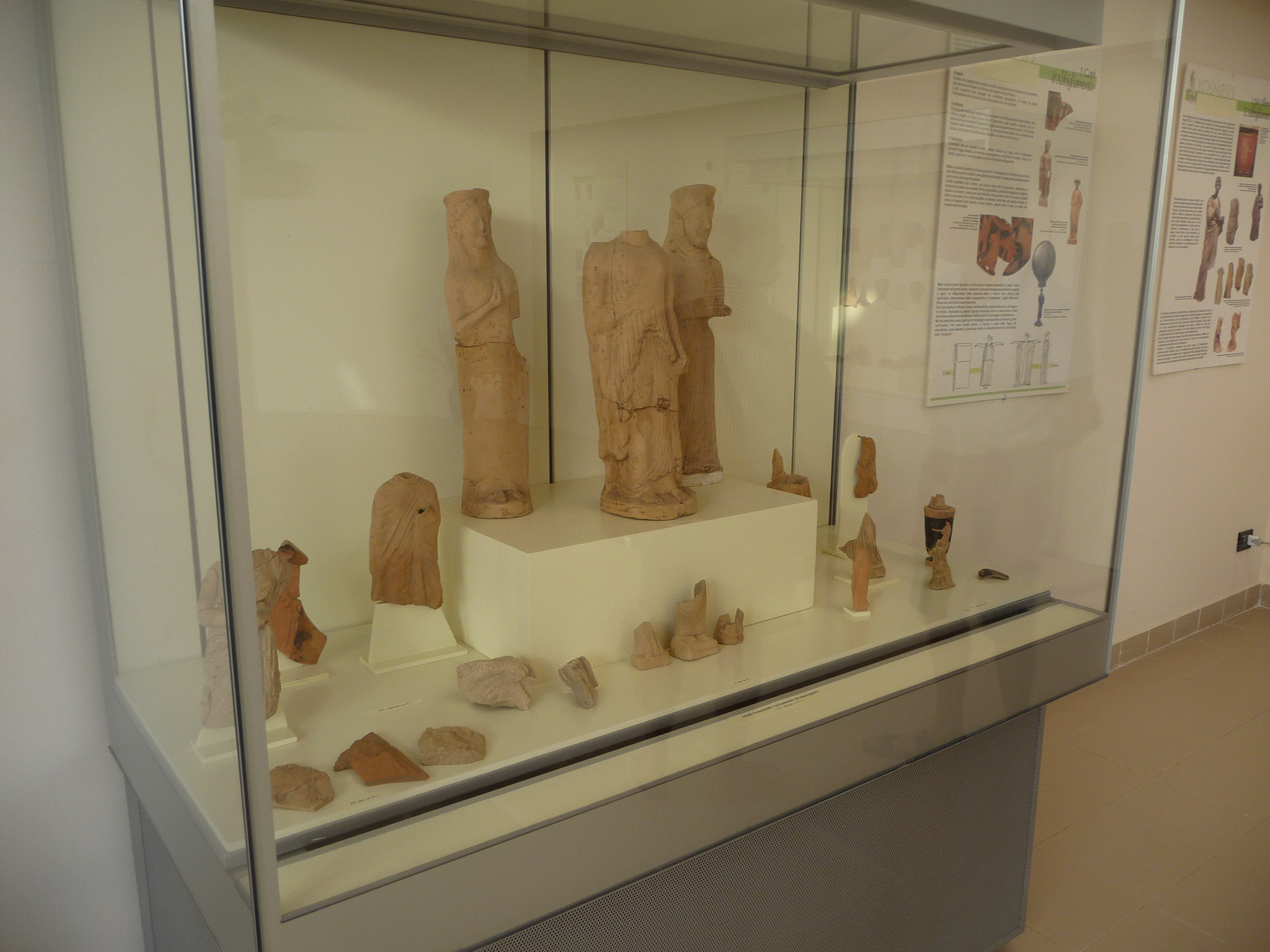
Reperti
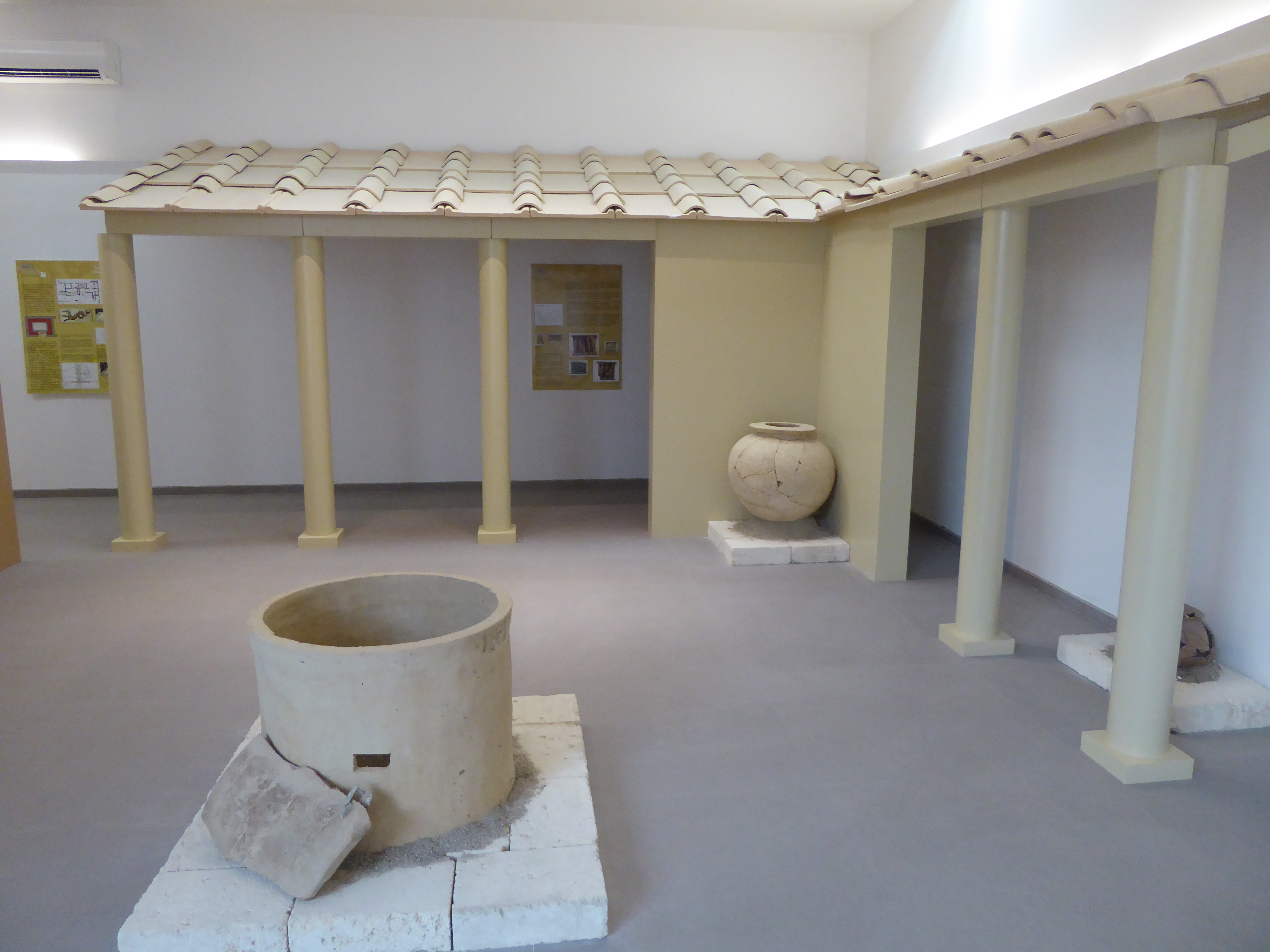
Sala del Museo Antica Kaulon (2018)
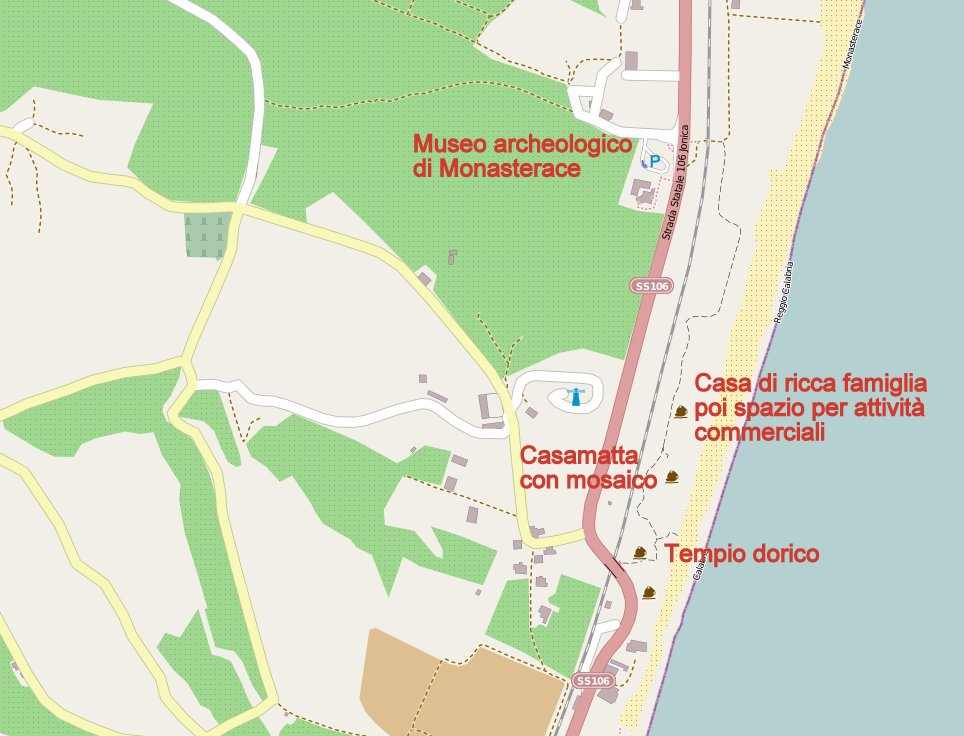
Sito di Kaulon e Museo di Monasterace
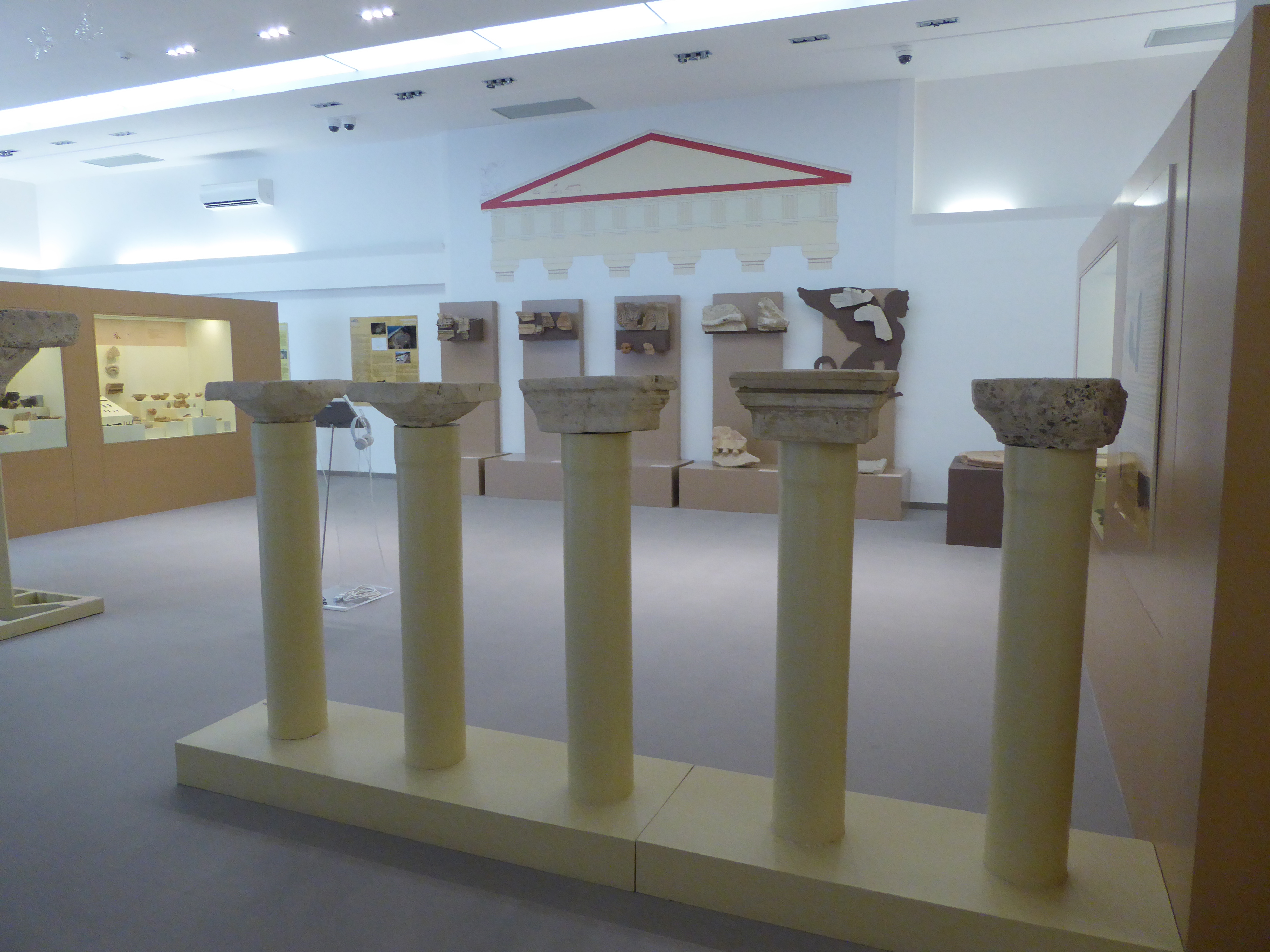
Museo di Kaulon - Tempio
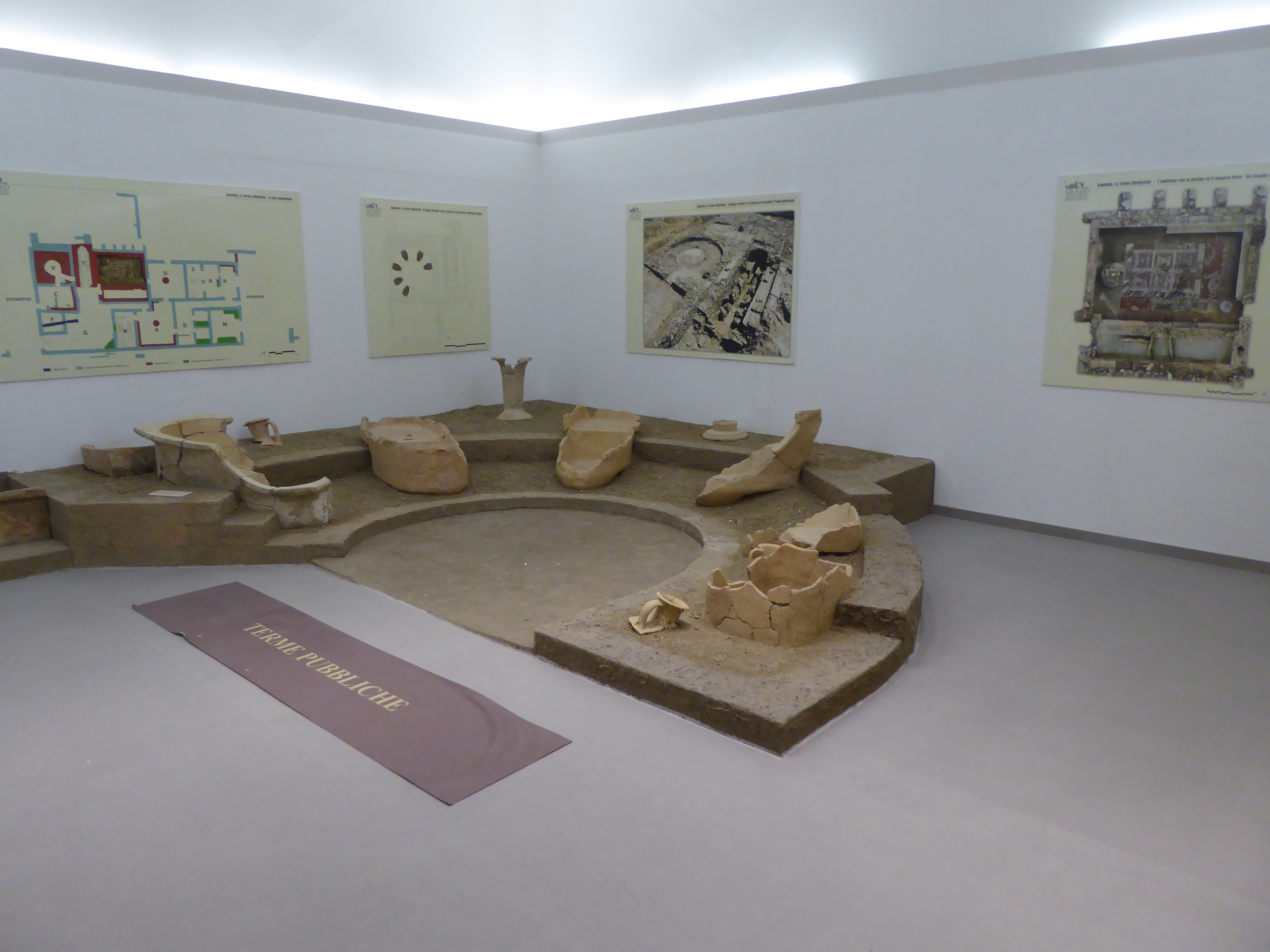
Museo di Kaulon - Terme
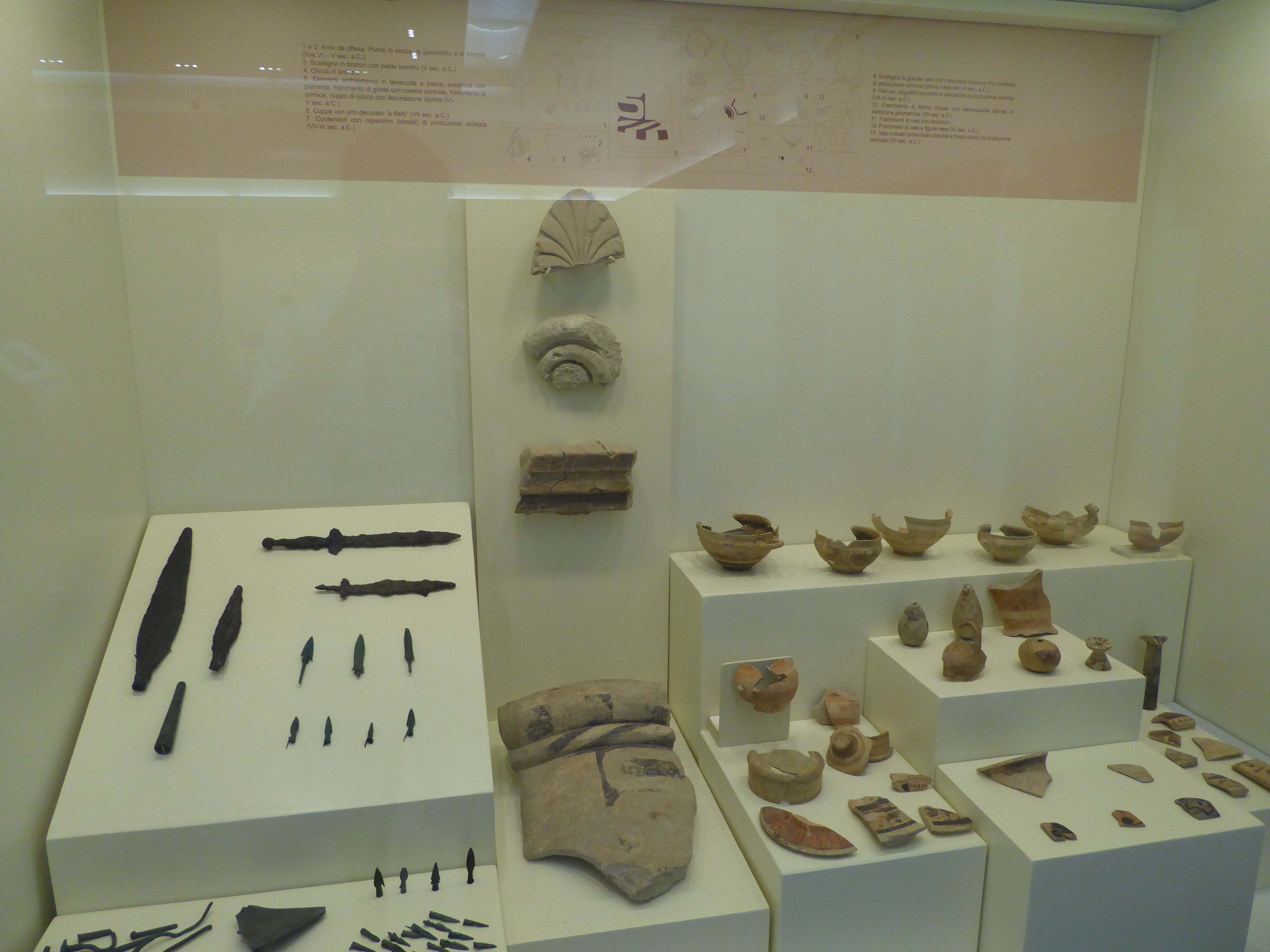
Manufatti
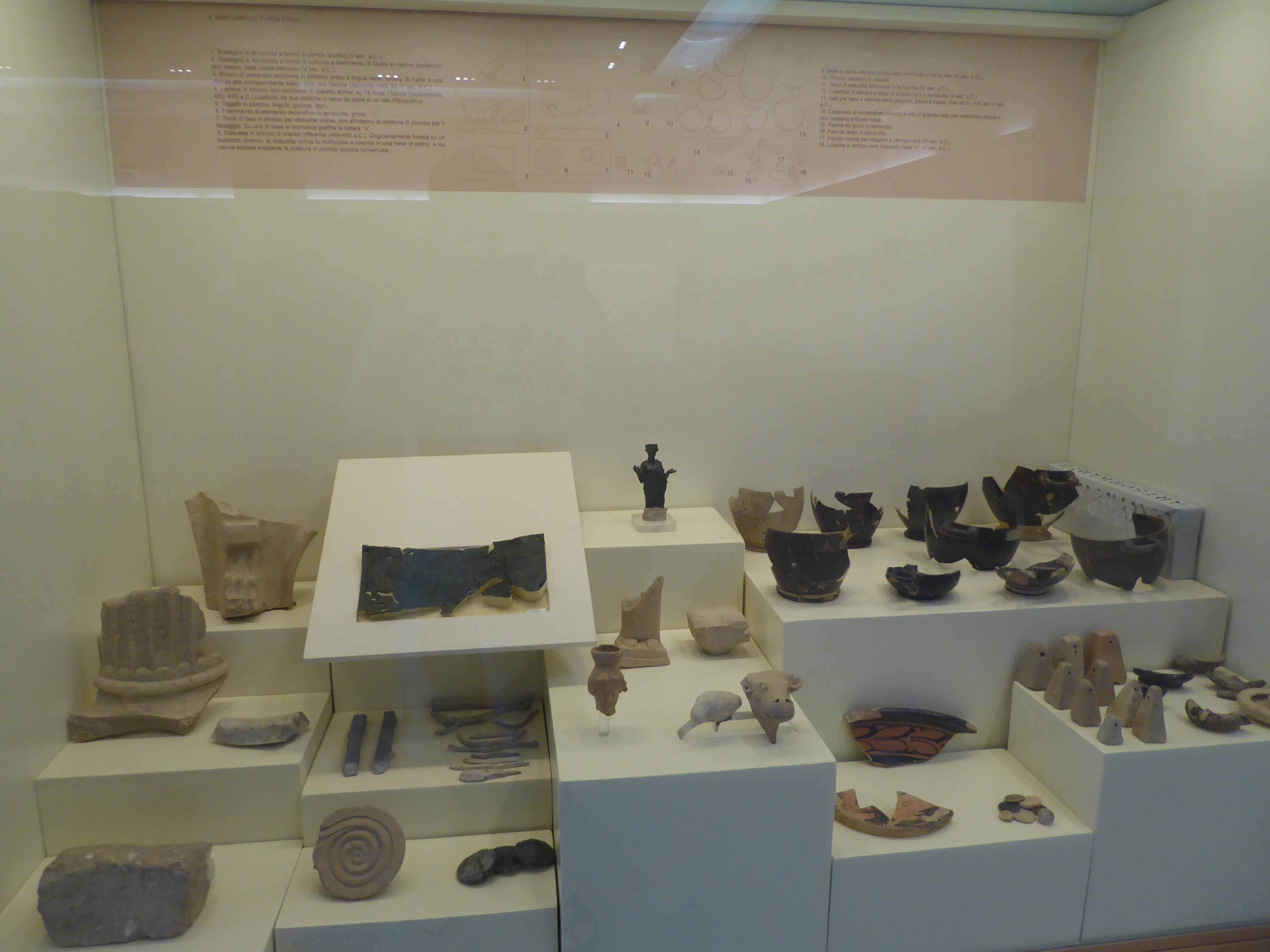
Altri Manufatti
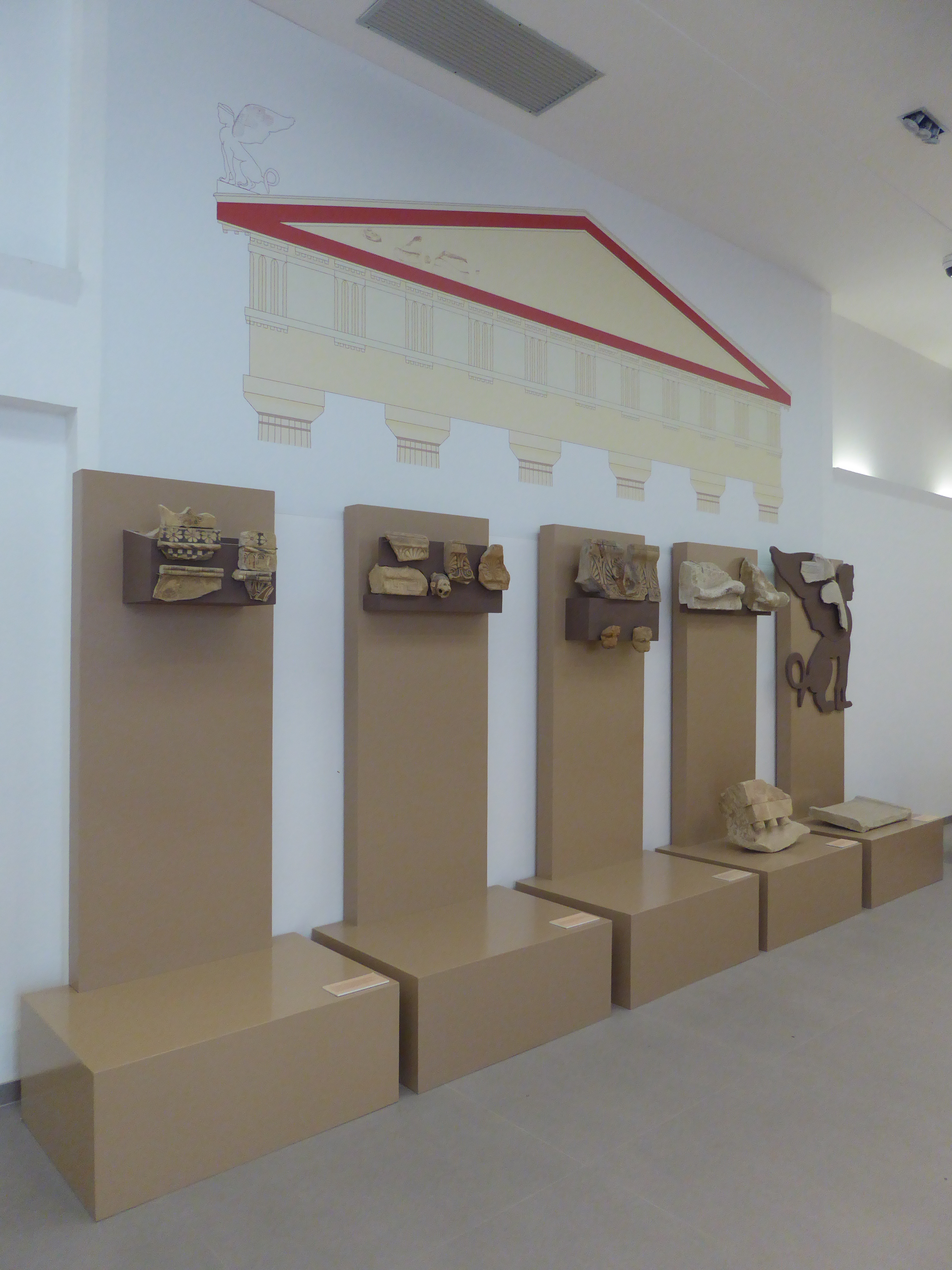
Tempio di Kaulon nel Museo di Monasterace